# Graglia
Graglia ist eine italienische Gemeinde mit 1431 Einwohnern (Stand 31. Dezember 2023) in der Provinz Biella (BI), Region Piemont.
Die Nachbargemeinden sind Camburzano, Donato, Lillianes (AO), Mongrando, Muzzano, Netro, Settimo Vittone (TO) und Sordevolo.

## Geographie
Der Ort liegt auf einer Höhe von 596 m über dem Meeresspiegel, etwa 60 Kilometer nördlich von Turin und ungefähr sieben Kilometer westlich von Biella. Das Gemeindegebiet umfasst eine Fläche von 20 km².

## In Graglia geboren
- Ernesto Gastaldi (* 1934), Drehbuchautor und Filmregisseur

## Einzelnachweise

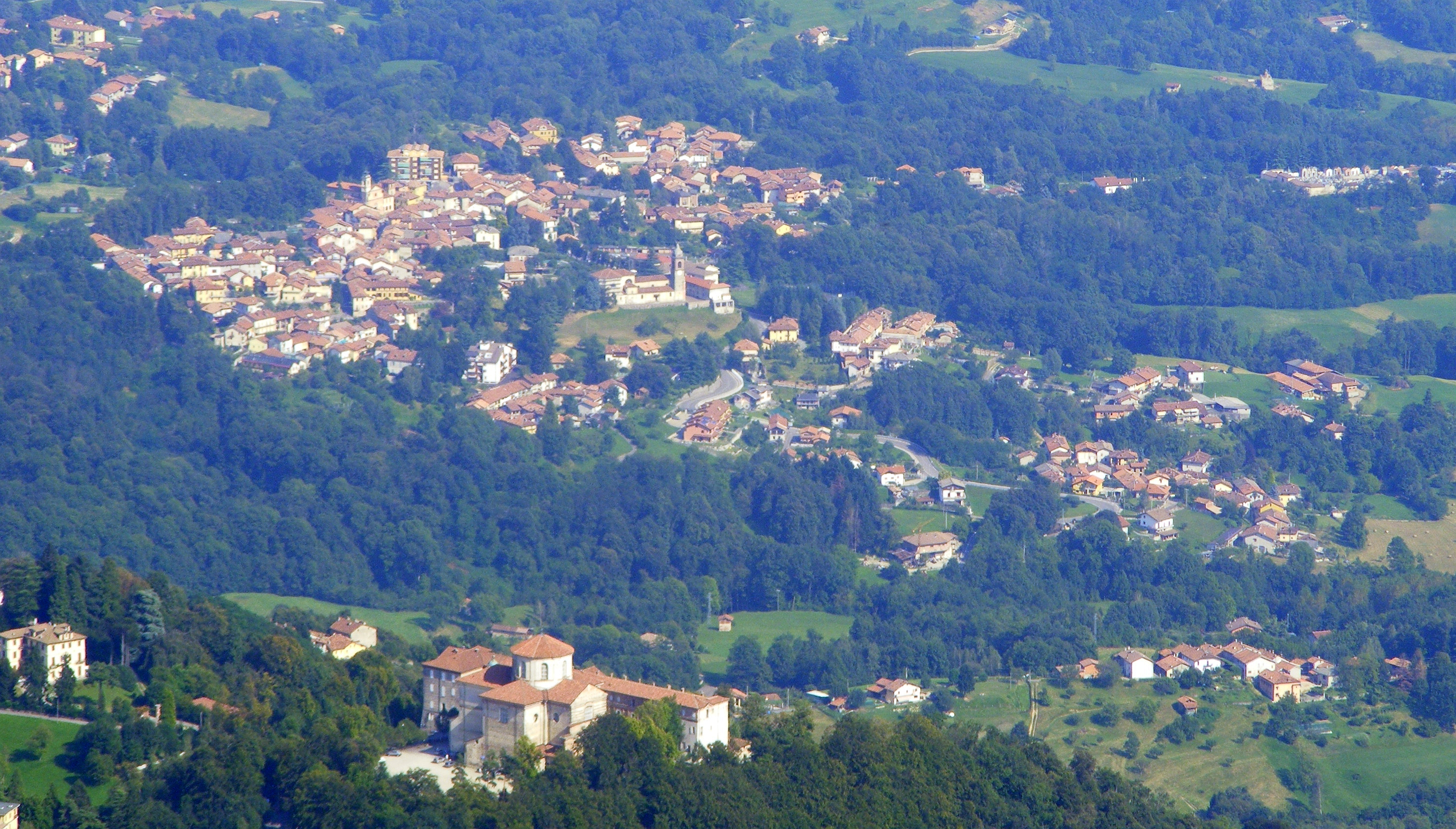
Panorama